# Brački kanal
Brački kanal – kanał morski w Chorwacji, pomiędzy wyspą Brač a stałym lądem, część Morza Adriatyckiego.

## Opis
Jego długość wynosi ok. 50 km, a głębokość maksymalna 78 m. Połączony jest z kanałami Splitski kanal i Hvarski kanal. W części wschodniej kanału znajdują się rafy. Na jego dnie ułożono rury wodociągowe zaopatrujące wyspy Brač, Šolta i Hvar w wodę pitną, czerpaną z Cetiny. Większe miejscowości położone nad kanałem to Omiš, Dugi Rat i Stobreč (stały ląd), Supetar, Pučišća i Postira (Brač).